# Ібраєвська сільська рада (Кігинський район)
Ібра́євська сільська рада (рос. Ибраевский сельский совет) — муніципальне утворення у складі Кігинського району Башкортостану, Росія. Адміністративний центр — село Ібраєво.

## Населення
Населення — 1435 осіб (2019, 1758 в 2010, 1785 в 2002).

## Склад
До складу поселення входять такі населені пункти:
| Населений пункт           | Населення, осіб (2002) | Населення, осіб (2010) |
| ------------------------- | ---------------------- | ---------------------- |
| Ібраєво, село             | 464                    | 471                    |
| Новомухаметово, присілок  | 17                     | 3                      |
| Старомухаметово, присілок | 497                    | 460                    |
| Юкалікулево, присілок     | 640                    | 648                    |
| Ягуново, присілок         | 167                    | 176                    |